# Mandiraja District
Mandiraja er et distrikt ("Kecamatan") på Banjarnegara, en provins i det centrale Java, Indonesien. Det dækker et område på 52,61 km² og har 63.679 indbyggere (2010).